# Градски стадион Братунац
Градски стадион Братунац је стадион у Братунцу, Република Српска, Босна и Херцеговина. Најчешће се користи за фудбалске утакмице, а на њему своје домаћинске утакмице игра ФК Братство, фудбалски клуб из истоименог насеља, као и повремено ФК Полет Кравица. Стадион је посједовао и два мања терена која су током приватизације уклоњена. На стадиону се налазе два помоћна објекта која су у току рата уништена.

## Спортски центар
Током 2013. године почела је реконструкција градског стадиона. Поред главног стадиона и помоћног терена, градске власти су почеле са изградњом терена за кошарку, одбојку, тенис и мали фудбал, чиме простор градског стадиона постаје спортски центар. Након изградње терена, биће постављена расвјета, клупе и заштитна ограда.